# Lockheed Hudson
Локхид «Хадсон» (англ. Lockheed Hudson) — американский легкий бомбардировщик и противолодочный самолёт, первоначально построенный по заказу Королевских ВВС Великобритании (RAF) незадолго до начала Второй мировой войны и служивший в основном в RAF. 
Хадсон был первым значительным контрактом для Lockheed Aircraft Corporation — первоначальный заказ RAF на 200 самолётов значительно превзошел все предыдущие заказы фирмы. 
Хадсон служил на протяжении всей войны главным образом в Береговой охране, а также в роли транспортного и учебного самолёта. Самолёт выполнял и доставку агентов в оккупированную Францию. Хадсоны также широко использовались в противолодочных эскадрильях Королевских канадских ВВС и Королевскими австралийскими военно-воздушными силами.

## История создания

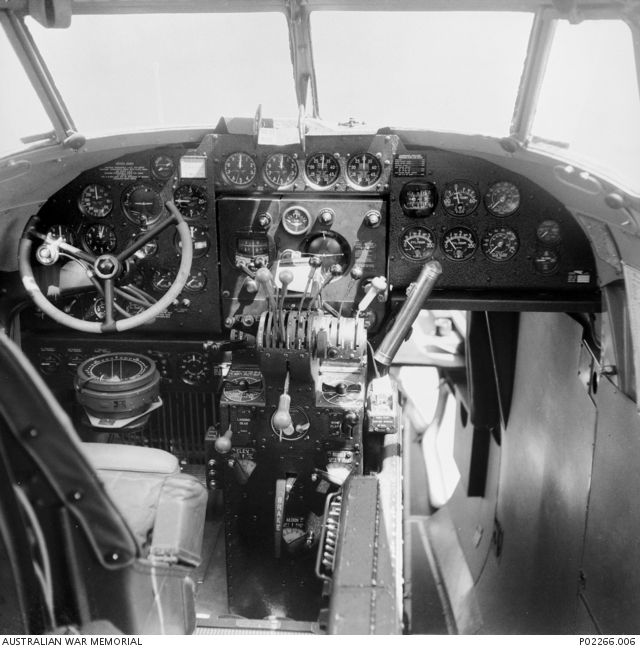
Место пилота

В конце 1937 года Локхид представил чертеж модели 14, демонстрируя возможность конвертирования гражданского самолёта в лёгкий бомбардировщик. Это вызвало интерес у британских военных, в 1938 году Британская комиссия по закупкам как раз искала американский морской патрульный самолёт для Соединенного Королевства для поддержки Avro Anson.
Британская комиссия по закупкам заказала 200 самолётов для использования Королевскими ВВС, и первый самолёт начал лётные испытания из Бербанка 10 декабря 1938 года. Лётные испытания не выявили серьёзных проблем, и поставки начались 15 февраля 1939 года. Производство ускорилось после того, как британцы заявили, что они закажут ещё 50 самолётов, если изначально заказанные 200 могут быть доставлены до конца 1939 года. Lockheed заключил контракт на сборку некоторых деталей с Rohr Aircraft из Сан-Диего и нанял дополнительных рабочих, компания выпустила 250-й самолёт за семь с половиной недель до установленного срока.
Всего было поставлено 350 шт. Хадсонов модели Mk I и 20 шт. модели Mk II (Mk II имел винт иной конструкции). У них было два фиксированных пулемета Браунинга в носу и ещё два в верхней турели. В Hudson Mk III добавили по одному пулемёту на левый и правый борт и один для стрельбы вниз, а также заменили 9-цилиндровые радиальные двигатели Wright R-1820 Cyclone мощностью 1100 л. с. на версии мощностью 1200 л. с. (выпущено 428).
Hudson Mk V (произведено 309) и Mk VI (выпущено 450) были оснащены 14-цилиндровым радиальным двухрядным Pratt & Whitney R-1830  мощностью 1200 л. с. RAF также получили 380 Mk IIIA и 30 Mk IV Hudson в рамках программы ленд-лиза.

## Боевое применение
К началу войны в сентябре 1939 года на вооружении RAF находились на вооружении 78 «Хадсонов». После начала войны, из-за нейтралитета Соединенных Штатов, самолёты доставлялись на канадско-американскую границу и отбуксировывались по земле через границу в Канаду тракторами или лошадьми на аэродромы канадских ВВС. Затем самолёты грузили на корабли и доставляли в Ливерпуль. Хадсоны поставлялись без верхней турели Boulton Paul, которая устанавливалась по прибытии самолётов в Соединенное Королевство.
Несмотря на то, что позже самолёт затмили более крупные бомбардировщики, Хадсон достиг некоторых значительных успехов в течение первой половины войны. 8 октября 1939 года над Ютландией Хадсон стал первым самолётом союзников, действовавшим с Британских островов, который сбил вражеский самолёт (более ранние победы самолётов Fairey Battle 20 сентября 1939 года и Blackburn Skua 26 сентября 1939 года были одержаны соответственно с аэродрома на территории Франции и с палубы авианосца). Хадсоны также обеспечивали воздушное прикрытие во время битвы при Дюнкерке.
27 августа 1941 года Hudson из 269-й эскадрильи КВВС, действовавшей из Кальдадарнеса (Исландия), атаковал и повредил немецкую подводную лодку U-570, в результате чего экипаж подводной лодки вывесил белый флаг и сдался — это было редчайшим случаем в авиации; немцы были взяты в плен, а подводная лодка взята под буксировку прибывшими кораблями Королевского флота. 
PBO-1 Hudson эскадрильи ВМФ США VP-82 стал первым американским самолётом, уничтожившим немецкую подводную лодку, когда он затопил U-656 к юго-западу от Ньюфаундленда 1 марта 1942 года. U-701 была уничтожена 7 июля 1942 года у мыса Хаттерас Хадсоном из 396-й бомбардировочной эскадрильи ВВС Армии США. Hudson из 113-й эскадрильи RCAF стал первым самолётом канадских ВВС, потопившим подводную лодку, когда 31 июля 1942 года Hudson 625 потопил U-754.
В 1940 году в Канберре Хадсон австралийских ВВС разбился при посадке, в результате чего погибли десять человек, включая трёх министров правительства Австралии.
В 1941 году ВВС США начали эксплуатировать Хадсон. Вариант с двигателем Pratt & Whitney R-1830 Twin Wasp был обозначен как A-28 (поставлено 82 самолёта), а вариант с двигателем Cyclone был обозначен как A-29 (418 самолётов). ВМС США эксплуатировали 20 самолётов А-29, переименованных в PBO-1. Ещё 300 были построены как учебные самолёты и получили обозначение AT-18.
После японских атак на Малайю Хадсон RAAF стал первым самолётом союзников, совершившим атаку в Тихоокеанской войне, потопив японский транспортный корабль «Awazisan Maru» у Кота-Бару в 01:18 по местному времени, за час до атаки на Перл-Харбор.
Противники Хадсонов обнаружили, что он обладал исключительной маневренностью для двухмоторного самолёта; для выполнения крутого виража летчик кратковременно флюгировал винт одного из моторов.
Японский ас Сабуро Сакаи высоко оценил мастерство и боевые способности экипажа Hudson сбитого над Новой Гвинеей девятью Mitsubishi A6M Zero 22 июля 1942 года: экипаж Хадсона совершил много агрессивных и неожиданных поворотов, уклоняясь от атак японских пилотов более 10 минут. И только после того, как Сакаи уничтожил верхнюю турель, Хадсон был сбит. Бой произвел на Сакаи такое впечатление, что после окончания войны он попытался идентифицировать своего противника. В 1997 году Сакаи официально написал правительству Австралии, рекомендовав, чтобы командир Хадсона Коуэн был «посмертно награждён высшими военными наградами вашей страны».
23 ноября 1942 года Хадсон новозеландских ВВС после обнаружения вражеского конвоя возле Велья-Лавелья, был атакован тремя японскими истребителями. После умелого маневрирования на высоте менее 15 метров экипаж вернулся без потерь в Хендерсон-Филд, Гуадалканал.
Хадсоны также использовались службой тайных операций КВВС; в № 161-й эскадрилье в Европе и № 357-й эскадрилье в Бирме.
После войны множество армейских Хадсонов были проданы гражданским операторам.
Всего был построен 2941 самолёт Hudson.

## Модификации
| Hudson Mk I    | первый вариант для продажи ВВС Великобритании с двигателями Райт GR-1820-G102A мощностью 1100 л. с.; построен 351 самолёт. |
| Hudson Mk II   | экспортный вариант типа Мк I, но с усиленным планером и воздушными винтами с автоматически изменяемым шагом; построено 20 самолётов. |
| Hudson Mk III  | вариант, сочетающий в себе планер модели Гудзон Мк II и двигатели Райт GR-1820-G205A мощностью 1200 л. с.; было продано 428 самолётов. |
| Hudson Mk IIIA | обозначение варианта, поставленного по ленд-лизу в ВВС Великобритании и стран Содружества; был похож на самолёт Гудзон III, но имел двигатели Райт R-1820-87 мощностью 1200 л. с.; эти самолёты приобретались ВВС США под обозначением А-29 и ВМС США как РВО-1; производство самолётов Hudson Мк IIIА насчитывало 800 машин, включая 384 с изменёнными интерьерами (для переброски войск), поставленные под обозначением А-29А. |
| Hudson Mk IV   | обозначение 50 самолётов Мк I в ВВС Великобритании, оснащенных двигателями Пратт-Уитни Твин Восп S3С-G мощностью 1050 л. с. |
| Hudson Mk IVA  | обозначение в ВВС Великобритании самолётов, поставленных по ленд-лизу из ВВС США построено 52 самолёта. |
| Hudson Mk V    | экспортный вариант, похожий на самолёт Hudson Мк III, но с двигателями Твин Восп S3C4-G мощностью 1200 л. с.; построено 409 самолётов. |
| Hudson Mk VI   | аналог Hudson Мк III/V, но с двигателями Пратт-Уитни R-1830-67 мощностью 1200 л. с., изготовленными компанией Chevrolet; построено 450 самолётов. |
| Hudson C.Mk VI | обозначение транспортных самолётов Гудзон Мк VI ВВС Великобритании без вооружения. |
| А-28           | вариант Hudson Mk IV и Hudson Mk IVА для ВВС США |
| А-29А          | вариант Hudson Mk VI для ВВС США |
| A-29B          | обозначение 24 самолётов А-29А, переоборудованных для фоторазведки. |
| AT-18          | обозначение 217 самолётов с двигателями Райт R-1820-87 мощностью 1200 л. с.; поставлялись из ВВС США как учебно-тренировочные. |
| AТ-18A         | 83 самолёта, в основном похожих на вариант А-18, приобретенные ВВС США как невооруженный учебно-тренировочный для штурманского состава. |
| B14S           | обозначение единственного самолёта для компании Сперри Гироскоп в качестве испытательного самолёта для нового оборудования. |

## Тактико-технические характеристики
Приведённые ниже характеристики соответствуют модификации Hudson Mk I:
Технические характеристики
- Экипаж: 6 человек
- Длина: 13,51 м
- Размах крыла: 19,96 м
- Высота: 3,62 м
- Площадь крыла: 51,2 м²
- Масса пустого: 5400 кг
- Масса снаряжённого: 7930 кг
- Максимальная взлётная масса: 8390 кг
- Двигатели: 2× Wright Cyclone 9-цилиндровых радиальных двигателя по 1100 л. с. (820 кВт) каждый

Лётные характеристики
- Максимальная скорость: 397 км/ч
- Боевой радиус: 3150 км
- Практический потолок: 7470 м
- Скороподъёмность: 6,2 м/с

Вооружение
- Пулемёты: 2×7,7 мм (0,3 дюйма) Браунинг M1919 в верхней турели и 2×7,7 мм (0,3 дюйма) Браунинг M1919 в носу
- Бомбовая нагрузка: 340 кг обычных или глубинных бомб

## Эксплуатанты

### Военные
Великобритания
- Королевские военно-воздушные силы: эскадрильи 24, 48, 53, 59, 62, 117, 139, 161, 163, 194, 200, 203, 206, 212, 217, 220, 224, 231, 233, 251, 267, 269, 271, 279, 285, 287, 288, 289, 353, 357, 500, 517, 519, 520, 521, 608; звено связи Ирак-Персия.
- Воздушные силы флота: 4 самолёта из состава ВВС.

 Канада
- Королевские канадские ВВС: эскадрильи 11, 113, 119, 120, 145 (HWE) и 407-я эскадрилья в составе Берегового командования RAF (согласно "статье XV")

 Австралия
- Королевские военно-воздушные силы Австралии: эскадрильи 1, 2, 6, 7, 8, 13, 14, 23, 24, 32 и 1-й учебный авиаотряд на Тихоокеанском ТВД и 459-я эскадрилья на Ближнем Востоке (согласно "статье XV")

 Новая Зеландия
- Королевские военно-воздушные силы Новой Зеландии: эскадрильи 1, 2, 3, 4, 9, 40, 41, 42

 Южно-Африканская Республика
- Военно-воздушные силы Южно-Африканской Республики

 Бразилия
- Военно-воздушные силы Бразилии

 Китайская Республика
- Военно-воздушные силы Китайской Республики: A29 Hudson поступили во 2-ю авиабригаду для замены советских СБ; позже, в свою очередь заменялись на B-25 и использовались как транспортные, пока не были списан из-за отсутствия запчастей.

 Ирландия
- Воздушный корпус Ирландии

 Израиль
- Военно-воздушные силы Израиля

 Нидерланды
- Королевские военно-воздушные силы Нидерландов: в составе 320-й эскадрильи RAF

 Португалия
- Военно-воздушные силы Португалии

 США
- ВВС Армии США
- ВМС США
- Sperry Gyroscope: 1 самолёт.

### Гражданские
Австралия
- East-West Airlines
- Adastra Air Surveys

 Бельгия
- COBETA Compagnie Belge de Transports Aeriens[4]

 Португалия
- TAP Portugal

 Тринидад и Тобаго
- British West Indian Airways

 Великобритания
- BOAC — British Overseas Airways Corporation

## В массовой культуре
В кино
Канадский мини-сериал «Далекие уголки» / «Above and Beyond» (2006) режиссёра Стурлы Гуннарссона.
В видеоиграх
- Lockheed Hudson несколько раз встречается в игре War Thunder в качестве бомбардировщика I-II-ых рангов